# Iglesia de San Cristóbal (Morillo de Monclús)
La Iglesia de San Cristóbal en Morillo de Monclús, en el municipio de La Fueva es una iglesia parroquial del siglo XII en la zona del Castillo de los Mur clasificada como Bien de Interés Cultural en la provincia de Huesca, Aragón.

## Descripción
La iglesia románica está dedicada a San Cristóbal. Data del siglo XII y fue ampliada en el siglo XVII. Tiene una planta cuadrada con un ábside semicircular y un techo con forma de bóveda de cañón. La torre tiene tres pisos y actuaba también como torre defensiva del Castillo adyacente En nave de la iglesia se conservan capillas con restos de pinturas murales.

## Literatura
- Huesca. Guía turística del Altoaragón, Editorial Pirineo, Huesca, 2003, P. 136, ISBN 84-87997-68-6